# The History of Sound
The History of Sound é um futuro filme de drama romântico histórico dirigido por Oliver Hermanus. É baseado no conto de mesmo nome de Ben Shattuck sobre dois homens que se apaixonam enquanto viajam juntos para gravar as histórias e músicas de seus compatriotas durante a Primeira Guerra Mundial.
O filme vai estrear no Festival de Cinema de Cannes de 2025 em 21 de maio, em competição pelo Palma de Ouro.

## Elenco
- Paul Mescal como Lionel
- Josh O'Connor como David
- Molly Price como mãe de Lionel
- Alison Bartlett como Samantha
- Michael Schantz como Bob

## Produção
Hermanus conseguiu o cargo de diretor assim que a pandemia de COVID-19 começou e desenvolveu o roteiro com Shattuck durante o confinamento de sua casa em Barrydale, África do Sul. No final de outubro de 2021, o filme foi anunciado junto com seus protagonistas Paul Mescal e Josh O'Connor. Os produtores incluem Lisa Ciuffetti, Andrew Kortschak e Andrea Roa. Em janeiro de 2023, foi confirmado que o elenco para papéis coadjuvantes estava em andamento.
As gravações originalmente aconteceriam em locais no Reino Unido, Estados Unidos e Itália no verão de 2022, mas foram adiadas devido aos conflitos de agendamento de Mescal e O'Connor. A produção foi remarcada para depois que Hermanus completou Mary & George, começando em Massachusetts. Em janeiro de 2024, foi relatado que as gravações começariam em breve; começaram oficialmente em 28 de fevereiro, conforme confirmado por Hermanus.
A equipe supostamente ligada ao The History of Sound foi vista no restaurante 10th & Willow em Hoboken, Nova Jersey, que foi fechado para filmagens no início de março. O'Connor e Mescal foram posteriormente fotografados caracterizados pela primeira vez.

## Lançamento
Em junho de 2024, foi relatado que o filme não estaria pronto a tempo para os festivais de outono devido à sua trilha sonora e produção sonora, e, em vez disso, visaria uma estreia no Festival de Cinema de Cannes em 2025. Em fevereiro de 2025, Mubi e Focus Features/ International adquiriram os direitos de distribuição norte-americanos e internacionais, respectivamente. Em abril de 2025, foi anunciado que o filme teria sua estreia mundial em competição no Festival de Cannes em maio de 2025.